# No Bull
No Bull er en koncert-dvd udgivet af AC/DC. Koncerten fandt sted på Madrids Plaza de Toros de Las Ventas den 10. juni 1996 og var en del af Ballbreaker World Tour. Ligesom Live at Donington var David Mallet instruktør.

## Spor
1. "Intro"
2. "Back In Black"
3. "Shot Down in Flames"
4. "Thunderstruck"
5. "Girls Got Rhythm"
6. "Hard as a Rock"
7. "Shoot to Thrill"
8. "Boogie Man"
9. "Hail Caesar"
10. "Hells Bells"
11. "Dog Eat Dog"
12. "The Jack"
13. "Ballbreaker"
14. "Rock and Roll Ain't Noise Pollution"
15. "Dirty Deeds Done Dirt Cheap"
16. "You Shook Me All Night Long"
17. "Whole Lotta Rosie"
18. "T.N.T."
19. "Let There Be Rock"
20. "Highway to Hell"
21. "For Those About to Rock (We Salute You)"

## Musikere
- Brian Johnson – Vokal
- Angus Young – Lead guitar
- Malcolm Young – Rytmeguitar, bagvokal
- Cliff Williams – Bas, bagvokal
- Phil Rudd – Trommer

| Musik | Spire Denne musikartikel er en spire som bør udbygges. Du er velkommen til at hjælpe Wikipedia ved at udvide den. |